# Steel Panthers
Steel Panthers ist der Name einer Serie rundenbasierter Computer-Taktikspiele für MS-DOS/Windows, die unter der Leitung von Gary Grigsby und Keith Brors bei SSI entwickelt und von Mindscape veröffentlicht wurden.
Im Handel sind von 1995 bis 1998 drei Teile erschienen. Die Serie wird seit 2000 unter dem Namen Steel Panthers: World At War von Grigsbys neuem Entwicklerstudio Matrix Games weitergeführt. World At War ist jedoch ein über das Internet beziehbares Freeware-Spiel.
Der Name der Serie bezieht sich auf den deutschen Panzerkampfwagen V Panther.

## Spielinhalt

### Generell
Der Spieler übernimmt die Rolle eines militärischen Kommandeurs und gibt rundenweise Befehle an unter seinem Befehl stehende Einheiten. Die Einheiten werden dabei über eine aus Hexfeldern zusammengesetzte Landschaftskarte gezogen. Alternativ kann der Spieler bei sehr großen Szenarios die Kontrolle seiner Einheiten dem Computer übertragen und nur die Zielpunkte auf der Karte definieren. Jedes Hexfeld entspricht einer Distanz von 50 Metern. Es wird abwechselnd gezogen; während des Zuges und der Bewegungen können die Einheiten des Gegenspielers allerdings unter gewissen Umständen auf die Züge seines Gegners reagieren und z. B. das Feuer erwidern.
Der Spieler erhält die Punkte für jedes von ihm zum Spielende befreite Victory-Feld. Der Spieler erhält Punktabzug für jeden Soldaten und jedes Fahrzeug, welcher bzw. welches bis zum Spielende im Zuge der Kampfhandlungen verloren gegangen ist. Das Ergebnis einer Partie wird auf Basis von Punkten ermittelt und führt anschließend über das Verhältnis der Punkte oder dem Erreichen von Punktanzahlen in Fällen von Vorgaben durch ein Szenario zu 5 Varianten: Der Spieler hat einen großen Sieg. Der Spieler hat einen geringen Sieg errungen. Die Partie endet unentschieden. Der Spieler erleidet eine geringe Niederlage. Das Spiel endet für den Spieler mit einer herben Niederlage.

### Spielmechanik
Der Verlauf einer Schlacht ist stark von verschiedenen vom Spieler teilweise beeinflussbaren Faktoren abgängig. Zunächst einmal sorgt die Landschaft für die gegebenen Rahmenbedingungen. Verschiedene Landschaftsarten wie z. B. hohes Gras, Waldgebiete, Städte oder Sümpfe beeinflussen die Eigenschaften der Einheiten hinsichtlich Beweglichkeit, Tarnung, Deckung, Sichtfeld und Kommunikation. Der Spieler muss darauf achten, aus diesen örtlichen Faktoren einen Nutzen zu ziehen, indem er seine Einheiten entsprechende postiert.
Führung und Kommunikation: Jede Einheit hat über die Bewaffnung hinaus weitere, individuelle, das Spiel entscheidende Eigenschaften, darunter Führungsqualitäten für das Führen der verschiedenen Waffengattungen (Infanterie, Artillerie, Panzereinheiten) sowie mitunter Kennwerte für die Moral. Mit steigender Bedrohung führen die von der Gameengine durchgeführten Moralchecks in Gefechtssituationen dazu, dass Einheiten Befehle nicht mehr ausführen, gegnerische Einheiten in Sichtweite nicht mehr melden, sich zurückziehen oder sich vollends der Kontrolle des Spielers entziehen und die Flucht antreten. Der geschickte Spieler vermag das Wissen um den immensen Einfluss von Führungsoffizieren und Kampfmoral in seiner Taktik berücksichtigen, so dass nicht nur das Verhältnis der Anzahl von Einheiten einen Einfluss hat, sondern bereits auch Kampfhandlungen oder Artillerieeinschläge in der näheren Umgebung die Kampfmoral einer Einheit reduzieren können, ohne selbst in Kampfhandlungen verwickelt worden zu sein.
Über die Befehlsstruktur wird es des Weiteren einem Spieler ermöglicht, einen gescheiterten Moralcheck einer Einheit durch die nächsthöhere Führungseinheit in der Kommandokette zu wiederholen, sofern denn eine Kommunikation zwischen den Einheiten über Rufen (geringe Distanz), über Sicht oder Funkgeräte möglich ist. Führung und Kommunikation sind des Weiteren aber auch beim Zusammenspiel der verschiedenen Waffengattungen von Bedeutung, so dass ein Einsatz von Artillerie die Kommunikation zwischen Artillerieeinheiten und einen vorgeschobener Beobachter (VB), Artilleriebeobachter oder ein Joint Fire Support Team erfordert. Das Wissen um das Zusammenwirken von strukturell zusammengehörenden Einheiten, einer realitätsnahen Befehlskette und das Aufrechterhalten der Kommunikation durch geringe Abstände von Einheiten oder Einsatz von Funk kann spielentscheidend sein.
Logistik, Infrastruktur, Befestigungsanlagen: In längeren Szenarios kommt dem Munitionsverbrauch und der Versorgung von Einheiten mit Nachschub eine besondere Bedeutung zu. Die Gameengine erfasst für jede Einheit und jede Waffe die noch verfügbare Munition. Eine Aufmunitionierung ist bei Munitionsdepots oder Munitionstransportern möglich. Der Szenarioeditor ermöglicht die Platzierung verschiedener Typen Bunkeranlagen, Stellungen, Schützengräben, Minenfeldern und Panzersperren.
Kampf: Kommt es zum Kampf, so wird die Ballistik der verfeuerten Projektile detailliert simuliert. Jedes Fahrzeug ist an jeder Seite des Fahrzeugsrumpfs sowie auch am Turm bei Panzereinheiten unterschiedlich stark gepanzert, ebenso variiert die Durchschlagskraft der Waffen je nach verwendeter Munitionsart, Feuerentfernung und dem Winkel, in welchem das Projektil auf die Panzerung trifft. Das Zusammenspiel der verschiedenen Waffengattungen und Kenntnis der Schwachpunkte von Panzerungen kann in vielen Szenarios spielentscheidend sein, weil mitunter Panzerabwehrwaffen von Infanterieeinheiten oftmals nur die Panzerung auf der Rückseite oder der Oberseite von Panzern durchdringen können. Um zu verhindern, dass militärische Einheiten das Feuer zu früh eröffnen und damit die Chancen verringern, ist es dem Spieler möglich, die maximale Angriffsreichweite jeder einzelnen Einheit individuell im Spiel fortlaufend anzupassen. Darüber hinaus lassen sich einzelne Waffen durch den Spieler für den Einsatz sperren und damit Munition sparen.
Neben Kampfpanzern und Fahrzeugen können auch Infanterie, Artillerie, Landungsboote, Flugzeuge, Fallschirmspringer sowie mitunter auch statische Einheiten wie Bunker in die virtuellen Schlachten eingesetzt werden. In Bezug auf Lufteinheiten konnten in den frühen Versionen des Spiels Flugzeuge noch vom Spieler gespielt werden; bei WinSPMBT wurde das Spielkonzept dahingehend verändert, dass Flugzeuge sowie auch unbemannte Drohnen bzw. UAV nur noch angefordert und vom Computer gespielt werden können, während Hubschrauber weiterhin vom Spieler gespielt werden können. Infanterieeinheiten werden stets als Trupp definiert bewegt. Eine Ausnahme stellen Scharfschützen als sogenannte „Zero-Size“-Einheiten dar.
Die Gameengine berücksichtigt für jeden Einheitentyp verschiedene Faktoren in Bezug auf die Sichtweite, die Tarnung, die Deckung, die Bewegungsgeschwindigkeit und die Risiken in verschiedenem Gelände. So berücksichtigt das Spiel nicht nur verschiedene Flughöhen von Flugeinheiten oder die Augenhöhe von Infanterieeinheiten, sondern auch die Geschwindigkeit von Fahrzeugen und damit mögliche Unachtsamkeit in unwegsamen Gelände wie Sumpf, Schlamm, Schneeverwehungen oder Sanddünen: Mit steigender Anzahl von Bewegungen pro Runde steigt für bestimmte Fahrzeugtypen das Risiko, sich in diesem Gelände festzufahren.

### Grundlegendes Spielkonzept und der Einfluss auf Taktik und Strategie
Das Prinzip des Reaktionsfeuers der Gameengine führt dazu, dass eine Aktion einer einzelnen eigenen Einheit die Reaktion von einer Vielzahl gegnerischer Einheiten hervorrufen kann, welche wiederum das Reaktionsfeuer eigener Einheiten bewirken kann. Jede Aktion in Sichtweite gegnerischer Einheiten bedeutet deshalb ein nicht zu unterschätzendes, oftmals unkalkulierbares Risiko für die eigenen Einheiten, so dass der Aufklärung eine besondere Bedeutung zukommt. Ein einziger Schuss einer eigenen Einheit kann infolge des provozierten Gegenfeuers den Suppression Wert schnell auf über 10 (von 100) anheben; bereits ab diesem Wert verweigert die Einheit eine Bewegung und ignoriert damit auch einen möglichen Befehl zum Rückzug. Die Erfahrung von Einheiten und die Führungsstärke der leitenden Einheiten unter Voraussetzung einer möglichen Kommunikation entscheiden in diesem Augenblick darüber, ob ein Spieler die Kontrolle über seine eigenen Einheiten wiedererlangen kann.

### Spielmodi
Alle Steel-Panthers-Teile bieten die Möglichkeit, vorgefertigte oder zufallsgenerierte Missionen und Kampagnen zu spielen. Die Szenarien der Missionen variierten von Teil zu Teil. In allen Teilen der Serie sind ein Karteneditor und ein Mehrspielermodus für zwei bis vier Spieler vorhanden.
Eine Besonderheit des Spiels ist, dass jedes Szenario nicht nur von beiden beteiligten Seiten aus gespielt werden kann, sondern das Spiel auch fair per E-Mail (Play by Email, PBEM) gespielt werden kann: Ein in einer PBEM Partie vom Gegenspieler geöffneter und bereits angespielter Spielstand lässt sich nicht nochmals durch Neuladen des Spielstands wiederholen. Die Anzahl der parallel speicherbaren PBEM-Spiele beläuft sich in der Freeware-Version auf 5 PBEM und der Vollversion auf 250 PBEM Speicher-Slots.
Vor zufallsgenerierten Missionen muss der Spieler in begrenztem Maße verfügbare so genannte Einheitenpunkte ausgeben, um sich seine Einheiten zusammenzustellen. Auch hier muss der Spieler zwischen einigen wenigen leistungsfähigen und teuren Einheiten oder zahlreichen, aber billigen Einheiten abwägen. Durch absolvierte Missionen einer Kampagne verdient sich der Spieler neue Einheitenpunkte, um Verluste auszugleichen und Schäden zu beheben. Innerhalb einer Kampagne werden die anfangs gewählten Einheiten in weitere Missionen übernommen, wobei sie auch an Erfahrung gewinnen. In zufallsgenerierten Kampagnen kann der Spieler auch teilweise den Ort seines nächsten Einsatzes wählen.

## Die Teile

### Steel Panthers (1995)
Der erste Teil erschien 1995 über Mindscape und ist für MS-DOS unter Verwendung von SVGA-Grafik und Soundblaster-Sound programmiert. Er thematisiert die Schlachten des Zweiten Weltkrieges und legt besonderen Wert auf historische Szenarien (Schlacht von Kursk, Operation Overlord etc.). Der simulierte Zeitraum umfasst die Jahre 1939 bis 1945, wobei die Streitkräfte von 17 am Zweiten Weltkrieg beteiligten Staaten simuliert werden.
Steel Panthers wurde bei Erscheinen von der Fachpresse positiv aufgenommen. In der PC Games (Ausgabe 12/1995) wurde das Spiel mit einer Wertung von 86 % bedacht, wobei kommentiert wurde, das Spiel mache „durch seine unzähligen Handlungsmöglichkeiten sogar noch mehr Spaß als Panzer General.“ Die Power Play (Ausgabe 12/1995) bewertete das Spiel mit einer Wertung von 79 % und kommentierte, die „Mischung aus zugweise geplanter Strategie und Echtzeitelementen [verleihe] diesem Spiel einen unvergleichlichen Charakter.“ Bemängelt wurden jedoch die eher undurchsichtige Spielmechanik, die schnelle Erfolgserlebnisse verhindere, sowie die willkürliche Abfolge von Missionen im Kampagnenmodus. In der PC Player (Ausgabe 12/1995), wo das Spiel lediglich mit 63 % bewertet wurde, wurde hingegen die Detailfülle als zu umfangreich betrachtet, zudem wurde die grafische Präsentation als „unzulänglich“ kritisiert.
Alterseinstufung: Freigegeben ab 16 Jahren gemäß § 14 JuSchG.

### Steel Panthers II: Modern Battles (1996)
Der zweite Teil erschien nur ein Jahr später und stellte Ende 1996 lediglich ein inhaltliches Update dar, während die Technik nahezu dieselbe blieb. Der Zusatz Modern Battles verrät schon, dass sich das Spiel auf Kampfhandlungen nach dem Zweiten Weltkrieg konzentriert. Umgesetzt werden hierbei die Jahre 1949 bis 1999 mit allen wichtigen Konflikten (Vietnamkrieg, Sechstagekrieg, Operation Desert Storm etc.) und Neuerungen (Helikopter, Lenkwaffen etc.). Darüber hinaus erlaubt das vom damaligen Zeitpunkt aus gesehen in die Zukunft reichende Szenario auch fiktive Missionen wie z. B. eine Eskalation des Kalten Krieges.
Die Zeitschrift Power Play bewertete das Spiel in Ausgabe 1/1997 mit 78 % und stellte fest, dass an Steel Panthers II: Modern Battles gegenüber dem Vorgänger zwar kaum etwas verbessert worden sei, dank des modernen Szenarios und der entsprechenden Waffentechnik jedoch „ein wesentlich höheres Maß an Abwechslung in sich“ berge. Gelobt wurde außerdem, dass die „Mischung aus zugweise geplanter Strategie und Echtzeitelementen nach wie vor zur unverbrauchten Abteilung des Genres“ gehöre. Wohlwollend äußerte sich auch die PC Player (Ausgabe 2/1997) mit einer Bewertung von drei (von fünf möglichen) Sternen. Michael Schnelle kommentierte dabei, die Neuerungen des Spiels ergäben sich fast ausschließlich aus den Fähigkeiten der neuen Einheitentypen. Faszinierend seien dabei die „Mann-gegen-Mann-Gefechte, wo jeder Schuß einzeln abgegeben werden muß, die Truppführer ihre Mannen wieder moralisch aufrichten und urplötzlich auftauchende Panzerkolonnen für Angst und Schrecken sorgen.“ Insgesamt, so Schnelle, kämen Profis bei diesem Spiel auf ihre Kosten.
Alterseinstufung: Freigegeben ab 16 Jahren gemäß § 14 JuSchG.

### Steel Panthers III: Brigade Command (1997)
Teil drei der Serie modifizierte Ende 1997 Technik und Spielablauf recht umfassend. Die Engine ist auf Windows optimiert und erlaubt damit höhere Auflösungen und mehr Übersicht. Dadurch können nun auch größere Schlachtfelder und eine höhere Anzahl an Einheiten als in den Vorgängern simuliert werden. Der Maßstab ist gegenüber allen anderen Teilen der Serie viermal kleiner, sodass ein Hexfeld 200 m groß ist und die Einheiten Züge und Geschützbatterien statt Infanteriegruppen oder einzelnen Fahrzeugen und Geschützen darstellen. Den spielbaren Zeitrahmen setzen die Jahre 1939 und 1999, wodurch praktisch beide vorigen Spiele zusammengelegt wurden. Fiktive Szenarien stehen in dieser Version im Vordergrund.
Die Power Play vergab in Ausgabe 1/1998 eine Wertung von 78 % für Steel Panthers III: Brigade Command und nannte es angesichts der Detailfülle „ein Spiel für die ganz Harten.“ Heimgeneräle, denen Panzer General zu simpel sei, so der Testbericht, würden nach einiger Einarbeitung „mit extremer Spieltiefe und endlosen Variationen“ belohnt. Hingegen beurteilte die PC Action (Ausgabe 1/1998) die Komplexität als Mangel und kommentierte in dem mit einer Wertung von 61 % geschlossenen Testbericht, das Spiel eigne sich zwar als „Trainingssoftware für echte Soldaten“, nicht aber für gewöhnliche Zivilisten. Negativ fiel auch die Kritik in der PC Player (Ausgabe 1/1998) aus: Manfred Duy schrieb, die „lausig animierte Bieder-Präsentation und die ultrakomplizierte Bedienung“ ließen positive Aspekte wie die künstliche Intelligenz oder die reichhaltige Auswahl an Einheiten in den Hintergrund treten. Einzelne Aspekte des Spielablaufes seien dabei „nervtötend“. Das Spiel wurde hier mit lediglich 53 % bewertet.
Alterseinstufung: Freigegeben ab 16 Jahren gemäß § 14 JuSchG.

### Steel Panthers: World At War (2000–heute)
Nachdem SSI aufgelöst worden und eine Fortsetzung der Serie ausgeschlossen waren, entwickelte mit Matrix Games ein neu gegründetes Entwicklerstudio, in dem u. a. Bill Stealey mitarbeitete, ein neues Spiel. Das unter dem Titel World At War entwickelte Spiel war zunächst Freeware und basierte auf der Engine von Steel Panthers III. Finanziert wurden die ersten Versionen aus dem Jahr 2000 noch über Werbebanner im Spiel, diese verschwanden jedoch, nachdem das Spiel als „General’s Edition“ auch kommerziell vertrieben worden war. Das Spiel wird seitdem stets aktualisiert und erweitert. Die aktuelle Versionsnummer ist 8.40.
World At War umfasste die Jahre 1930 bis 1949 und simuliert damit auch andere wichtige Konflikte der Zeit, z. B. den Spanischen oder den Chinesischen Bürgerkrieg. Die Engine entspricht einer noch einmal überarbeiteten SP3-Engine, die um einen Internet-Modus erweitert wurde.

### WinSPWW2 und SPWW2 (1999–heute)
WinSPWW2 (Steel Panthers World War 2) ist eine Weiterentwicklung durch The Camo Workshop, unabhängig von World at War, und umfasst die Jahre 1930 bis 1946. Grundlage für die Entwicklung war Steel Panthers 2, sodass das Spiel zuerst als DOS-Version SPWW2 erschien, bevor mit WinSPWW2 auf Windows umgestellt wurde.
SPWW2 wurde zunächst als Freeware vertrieben, mittlerweile existiert zusätzlich eine Kaufversion, die gegenüber der Freewareversion erweiterte Funktionen bietet und von Shrapnel Games übers Internet vertrieben wird. Die aktuelle Versionsnummer ist 10.0 (Stand März 2017).

### SPMBT (2001–heute)
WinSPMBT (Steel Panthers: Main Battle Tank) ist eine Version von SPWW2, die die Jahre 1946 bis 2020 umfasst.

### WinSPMBT (2001–heute)
WinSPMBT, Windows Steel Panthers Main Battle Tank, wird von The Camo Workshop parallel zu WinSPWW2 entwickelt. Auch WinSPMBT wird als Freeware sowie als Kaufversion von Shrapnel Games, USA, vertrieben. Die Updates und Patches für WinSPMBT können kostenfrei von der Webseite von Shrapnel Games heruntergeladen werden. Die aktuelle Versionsnummer ist 11.0 (Stand März 2017)
Die kostenfreie Freeware-Versionen von WinSPBMT ist zur Vollversion kompatibel, d. h. Spieler der Freeversion können unproblematisch gemeinsam mit Spielern der Vollversion spielen. Der maßgebende Unterschied zwischen der Freeware-Version und der Vollversion besteht in der möglichen Bildschirmauflösung und der Anzahl der speicherbaren PBEM Slots. So unterstützt WinSPBMT in der Vollversion u. a. 1920x1080px (WinSPMBT 5.5, getestet unter Windows 7, Januar 2012) und 250 PBEM Speicherplätze statt einer Auflösung von 800x600px und 5 PBEM Speicherplätzen in der Freeware-Version.

#### Karten- und Szenarioeditor am Beispiel WinSPMBT
Die Besonderheit des Kartengenerators von WinSPBMT besteht darin, dass der Kartengenerator bei Angabe einer Jahreszahl und Monat sowie Auswahl zweier benachbarter, zu dieser Zeit bestehender, spielbarer Staaten eine realistisch wirkende Landschaft für die Region auf Basis von 250 vordefinierten sogenannten „Map Regions“ generiert und zudem für die jeweilige Epoche die Art u. a. die Art der Bebauung variiert. Um eine neue Karte für eine Gefechtssimulation zu erzeugen, kann der Spieler im Kartengenerator über 20 Parameter anpassen, auf deren Grundlage WinSPMBT die Topographie, den Bewuchs, die Besiedelungsdichte, die Infrastruktur nebst Einflüssen von Niederschlag wie beispielsweise Schlammfelder oder Schneeverwehungen dynamisch generiert. Des Weiteren ist es möglich, über Zusatzparameter Karten für Landungsmanöver oder Flussüberquerungen zu schaffen, so dass wahlweise eine Kartenhälfte als Wasserfläche ausgewiesen wird oder vom Szenariodesigner erstellte Flüsse vergrößert werden.
Neben zufallsgenerierten Karten ermöglicht der Karteneditor in Verbindung mit einer Differenzierung zwischen Landschaftstopologie einerseits als auch Bewuchs andererseits einem Szenario-Entwickler eine vergleichsweise genaue Umsetzung von Satellitenbildern in Kartenmodelle für WinSPMBT. Mit einer derzeit maximalen Kartengröße von Breite/Höhe 160/200 sechseckigen Kartenfeldern und einem Maßstab von 50 m je Hexfeld lassen sich Regionen mit einer Ausdehnung von 8 Kilometern simulieren.
Der Editor ermöglicht es des Weiteren bereits in der Karte platzierte militärische Einheiten zu editieren, so dass die Bewaffnung, die Benennung als auch die hierarchische Kommandostruktur angepasst werden kann. Auf diesem Weg ist es möglich, über die Vielzahl bereits definierter militärischer Einheiten und deren Bewaffnung flexibel weitere Einheiten zu schaffen. Die Integration ziviler, unbewaffneter Einheiten ist bedingt durch das Entfernen der Bewaffnung möglich. Ergänzend ist es möglich, den Wert derartiger Einheiten so hoch anzusetzen, dass ein Verlust dieser Einheiten automatisch zum Verlieren der Partie führt. Die Gameengine von WinSPMBT erlaubt allerdings keine neutralen Einheiten, so dass jede Einheit im Spiel einem der zwei Spieler zugeordnet werden muss und jede militärische Einheit damit auch auf unbewaffnete gegnerische Einheiten feuert.

#### Nicht in den Regeln dokumentierte Features von WinSPMBT
Wenn man den Spielstand einer beendeten Partie mit der Endung eines Szenarios speichert, kann man diesen Spielstand anschließend wieder mit dem Szenario-Editor bearbeiten. Dieses ermöglicht es Spielern, das Spielregelkonzept an diesem Punkt zu erweitern und beispielsweise den Bau von Straßen, Schützengräben oder anderen Kartenbestandteilen in Abhängigkeit von gemeinsam abgestimmten Hausregeln zu erweitern.

## Community
Wegen der kostenlosen Verfügbarkeit hat insbesondere World At War eine große Community im Internet. Es wurden zahlreiche Karten, Szenarien, Kampagnen und Mods entwickelt.

## Verwendung von Kennzeichen verfassungswidriger Organisationen
In Steel Panthers werden die beteiligten Kriegsparteien und ihre jeweiligen Einheiten und Hexfelder durch ihre historischen Flaggen bezeichnet; im Falle der Zeit des Nationalsozialismus also durch die in Deutschland verbotene Hakenkreuzflagge. Des Weiteren enthält die Waffenenzyklopädie Abbildungen von Waffensystemen, die im Hinblick auf Flugzeuge der Luftwaffe ebenfalls in Deutschland verbotene Symbole beinhalten. Dieses Problem betrifft die Originalversionen von Steel Panthers 3, SP: World at War und SP World War 2. Für das Originalspiel wurden hingegen auch in der englischen Version Flaggen mit Balkenkreuzen verwendet.
Computerspiele, die diese verbotenen Symbole enthalten, sind in Deutschland unter Verweis auf § 86a des Strafgesetzbuches (Verwenden von Kennzeichen verfassungswidriger Organisationen) grundsätzlich verboten.
Für den dritten Teil der Serie existiert eine angepasste deutsche Version. World at War lieferte ein alternatives Grafikset mit, welches Hakenkreuze durch Balkenkreuze ersetzte. Ähnliches ist in der aktuellen Version von WinSPWW2 mit einem Patch möglich. Steel Panthers 2 und SPMBT spielen nach dem Zweiten Weltkrieg
und sind somit nicht betroffen.